# 遊戲科學
深圳市游科互动科技有限公司，商業名稱遊戲科學，是一家總部位於中華人民共和國深圳市南山区TCL科学园，研发主力《黑神话：悟空》项目组位于杭州市西湖区转塘街道象山艺术公社的遊戲開發商，在深圳和杭州两地有工作室。代表作即為杭州工作室于2024年8月20日发售的《黑神话：悟空》。

## 歷史
遊戲科學創始人冯骥和杨奇等七人，原本為腾讯旗下《斗战神》的核心開發人員，2014年離開騰訊創立遊戲科學。公司第一個遊戲项目是《百将行》，團隊用了一周時間完成了遊戲原型，遊戲玩法仿效《刀塔传奇》。《百将行》於2015年4月和5月進行兩輪測試，7月23日由網易代理進行公測。《百将行》為公司帶來一定開發資金，只是後期遊戲用戶流失嚴重，在總結相關經驗後，冯骥決定下一個手機遊戲推出手機平台上沒出現過的新玩法。新项目為即時戰略遊戲《战争艺术：赤潮》，遊戲由英雄互娛代理發行，並且在Steam發佈並進行測試。2017年9月29日登陸App Store，獲得App Store上154個國家及地區的推薦。同年，英雄互娛也投資了遊戲科學。在開發完兩個遊戲後，冯骥給公司定下開發遊戲的五個核心原則，其中包括「令人沉浸的成长驱动玩法」和「不可妥协的高品质画面」。
公司的《黑神话：悟空》项目最早於2016年由美術總監杨奇提出，當時團隊認為為時尚早而擱置。2017年在《赤潮》完成之後，杨奇再次提出项目，冯骥才下決心開啟项目。2018年，游戏科学在杭州成立杭州游科互动科技有限公司，将包括《黑神话：悟空》在内的单机游戏项目搬迁至杭州市西湖区艺创小镇的工作室，而深圳的团队则负责手机游戏，后者的利润为前者补充资金。项目開發過程中人手短缺問題日趨明顯，遊戲科學於是在2020年8月透過發佈项目演示視頻吸引開發人員加入，结果在中国大陆引发热烈反响，部分遊戲製作人辭職前往遊戲科學要求加入项目開發團隊，公司也在不到一個月內收到上萬應聘電郵。2021年3月，騰訊投資遊戲科學。

## 開發遊戲
| 遊戲名稱           | 發行日期      | 停運日期                  | 適用平臺                                          | 備註   |
| ------------------ | ------------- | ------------------------- | ------------------------------------------------- | ------ |
| 《百将行》         | 2015年7月23日 | 2017年7月                 | Android、iOS                                      | [ 12 ] |
| 《战争艺术：赤潮》 | 2017年9月29日 | 2022年5月31日（中国大陸） | Android、iOS、Microsoft Windows                   | [ 12 ] |
| 《黑神话：悟空》   | 2024年8月20日 | 不適用                    | Microsoft Windows、PlayStation 5、Xbox Series X/S | [ 12 ] |
| 《黑神话：钟馗》   | 待公布        | 不適用                    | Microsoft Windows及主机平台                       |        |

## 争议
Sweet Baby成員蕾貝卡·瓦倫丁和Khee Hoon Chan在IGN摘文批評游戏科学存在性别歧视和过于露骨的内容，文中引用了不少游戏开发人员的过往帖文，並抨擊游戏科学開發的《黑神话：悟空》不夠多元。对此，中文遊戲媒體游戏大观和反對多元的遊戲製作人馬克·克恩認為相關批評缺乏實質證據，游戏大观表示這是捕风捉影的「文字狱」。